# Die Piraten von nebenan
Die Piraten von nebenan ist eine kanadisch-französische Animationsserie, welche in Deutschland erstmals am 13. November 2018 auf KiKa ausgestrahlt wurde.

## Handlung
In der verschlafenen Küstenstadt Schnarch am Deich erlebt die junge Matilda eine Überraschung:
Eine Piratenfamilie, die Jolley-Rogers, zieht mit ihrem Schiff direkt nebenan ein.
Sohn Jim wird schnell Matildas bester Freund, und gemeinsam mit seiner wilden Schwester Goldstück erleben sie aufregende Abenteuer.
Der Piraten-Opa bleibt lieber an Bord, da er an Land seekrank wird.
Die Nachbarin Frau Biber ist von den neuen Bewohnern weniger begeistert und versucht, sie loszuwerden.
Doch Matilda und Jim halten zusammen und bestehen jede Herausforderung.

## Episodenliste
| Deutscher Titel                       | Erstausstrahlungsdatum |
| ------------------------------------- | ---------------------- |
| Es kracht                             | 13. November 2018      |
| Der Fluch der kuscheligen Korsaren    | 13. November 2018      |
| Eine Frage der Ehre                   | 13. November 2018      |
| Jim und die MMG                       | 14. November 2018      |
| Reckham, der rote Rächer              | 14. November 2018      |
| Ein dummer Streit                     | 14. November 2018      |
| Barbarossas Schatz                    | 15. November 2018      |
| Meuterei im Klassenzimmer             | 15. November 2018      |
| Goldstück, die Meerjungfrauen-Jägerin | 15. November 2018      |
| Piraten Plappertag                    | 16. November 2018      |
| Das Anti-Piraten-Gesetz               | 16. November 2018      |
| Im Namen des Gesetzes                 | 16. November 2018      |
| Ein Traumjob                          | 19. November 2018      |
| Rotznasen-Alarm                       | 19. November 2018      |
| Die Stirnbandpiratin                  | 19. November 2018      |
| Der große Bücherraub                  | 20. November 2018      |
| Plünderung bestätigt                  | 20. November 2018      |
| Seeräuber-Schule                      | 20. November 2018      |
| Frau Bibers Geheimnis                 | 21. November 2018      |
| Die Attraktion                        | 21. November 2018      |
| Jim, der Held                         | 21. November 2018      |
| Der verfluchte Schatz                 | 22. November 2018      |
| Käpt’n Goldstück                      | 22. November 2018      |
| Roasting-Jack                         | 22. November 2018      |
| Arbeiten wie die Landratten           | 23. November 2018      |
| Die Geheime Sardine                   | 23. November 2018      |
| Der schwarze Fleck                    | 23. November 2018      |
| Goldrausch                            | 26. November 2018      |
| Matilda sieht doppelt                 | 26. November 2018      |
| Piraten-Sitting                       | 26. November 2018      |
| Blinder Passagier                     | 27. November 2018      |
| Opas Holzbein                         | 27. November 2018      |
| Ein reines Herz                       | 27. November 2018      |
| Groß werden ist nicht einfach         | 28. November 2018      |
| Was für ein Sonntag!                  | 28. November 2018      |
| Ein zu großer Schatz                  | 28. November 2018      |
| Glänzende Zähne                       | 29. November 2018      |
| Muttertag                             | 29. November 2018      |
| Matilda, die Grausame                 | 29. November 2018      |
| Die rote Linie                        | 30. November 2018      |
| Der Wunschbrunnen                     | 30. November 2018      |
| Die Piratenstadt                      | 30. November 2018      |
| Der verrückte Tätowierer              | 3. Dezember 2018       |
| Frau Biber außer Rand und Band        | 3. Dezember 2018       |
| Karotte und Kanone                    | 3. Dezember 2018       |
| König Krächz                          | 4. Dezember 2018       |
| Piratopoly                            | 4. Dezember 2018       |
| Superpiraten                          | 4. Dezember 2018       |
| Ein höllischer Lärm!                  | 5. Dezember 2018       |
| Königin Matilda                       | 6. Dezember 2018       |
| Libertalia                            | 6. Dezember 2018       |
| Pirat im Ruhestand                    | 6. Dezember 2018       |

## Synchronisation
Die Synchronisation übernahm die G&G Tonstudios GmbH in Kaarst.
| Deutscher Sprecher    | Charakter          |
| --------------------- | ------------------ |
| Vivien Faber          | Alexia             |
| Petra Glunz-Grosch    | Bibliothekarin     |
| Tabea Hilbert         | Brent              |
| Leal Cehreli          | Eliot              |
| Sascha von Zambelly   | Fischhändler       |
| Demet Fey             | Fischverkäuferin   |
| Michaela Kametz       | Frau Biber         |
| Christina Puciata     | Frau Grün          |
| Gabriele Wienand      | Frau Jolley-Rogers |
| Fabienne Hesse        | Frau Roberts       |
| Michaela Klarwein     | Frau Rosa          |
| Melinda Rachfahl      | Goldstück          |
| Matthias Lühn         | Herr Grün          |
| Philipp Schepmann     | Herr Jolley-Rogers |
| Tom Jacobs            | Herr Pott          |
| Stefan Naas           | Herr Roberts       |
| Rolf Berg             | Jack               |
| Mayke Dähn            | Jim                |
| Ferdi Özten           | Jordan             |
| Leon Aubrecht-Puciata | Jules              |
| Nicole Hise           | Julia              |
| Richard Westerhaus    | Krächz             |
| Moira May             | Lucy               |
| Céline Vogt           | Matilda            |
| Doreaux Zwetkow       | Max                |
| Ben Steinhoff         | Max’ Vater         |
| Peter Harting         | Opa                |
| Felix Mayer           | Pablo              |
| Thomas Balou Martin   | Polizist           |
| Jule Friese           | Sylvia             |
| Olaf Reitz            | Ted                |